# Jílecký potok
Der Jílecký potok, auch Malčický potok bzw. Roženický potok (deutsch Ilkobach, auch Maltschitzer Bach bzw. Rozenicer Bach) ist ein rechter Zufluss der Moldau/Vltava in Tschechien. 

## Verlauf
Der Bach entspringt nördlich von Zahrádka (Haag) in der zum Böhmerwaldvorland gehörigen Českokrumlovská vrchovina (Krummauer Hügelland). Seine Quelle befindet sich am südwestlichen Fuße der Kraví hora (910 m n.m.) bzw. nördlich des Ptačí vrch. An seinem nach Norden führenden Oberlauf fließt der Jílecký potok westlich der Kraví hora, Poluška (Poluschka, 919 m n.m.) und der Hůra (799 m n.m.) an den Ortschaften Silniční Domky (Straßenhäuser), Osek (Ossek), Hamr (Rosenitzhütten), Brusnické Chalupy (Waldhäuser), Sedlice (Sedlitz) und Věžovatá Pláně durch den Naturpark Poluška. 
An seinem Mittellauf bildet der Bach ein Kerbtal. Auf diesem Abschnitt befinden sich beiderseits des Tals die Dörfer Včelíny, Malčice (Maltschitz), Zubčice, Žalčické Samoty, Hamr, Mirkovice und Žaltice (Zaltitz). An der Einmündung des 
Zubčický potok ändert Jílecký potok am Unterlauf seine Richtung nach Nordwesten und fließt durch ein bewaldetes Kerbsohlental an Záhorkovice (Sahorkowitz), Mojné, Jílkův Mlýn (Ilkomühle), Žabař, Jakl und Svachova Lhotka (Fösselhof). Nach 12,1 Kilometern mündet der Jílecký potok östlich von Přísečná am Golfplatz des Golf Clubs Český Krumlov in die Moldau.

## Geschichte
Am Jílecký potok befanden sich früher Goldseifen.
Unterhalb der Jílkův Mlýn befindet sich im Tal des Jílecký potok das Kulichův kříž (Kulich-Kreuz). Das vier Meter hohe Holzkreuz erinnert an den Krummauer Arzt Josef Kulich, der nach dem Münchner Abkommen als tschechischer Patriot zunächst nach Budweis geflohen war und später im Kloster Goldenkron seine Ordination erhielt. Am 27. März 1944 verstarb der 74-Jährige auf dem Weg zu einem Patienten am Jílecký potok.

## Zuflüsse
- Malčický potok (l), bei Malčice
- Mirkovický potok (l), in Hamr
- Zubčický potok (r), unterhalb Žaltice
- Mojenský potok (r), in Jílkův Mlýn
- Zahrádecký potok (l), bei Jakl